# هو (علم النفس)
الهُوَ ((بالألمانية: Es) وفي اللاتينية Id) في التحليل النفسي هي أحد ثلاثة أقسام للنفس حسب سيغموند فرويد. أراد فرويد بهذا المصطلح الإشارة إلى العقل الباطن (أو العقل اللاواعي) وإلى القسم المندفع في شخصية الفرد، خاصة فيما يتعلق بالرغبات الجنسية بالإضافة إلى الاندفاعات العدوانية.
حسب فرويد، فإن ما يتضمنه الهو يمكن أن يكون أولياً، أي أن المحتوى ذو منشأ حيوي طبيعي، أي أنه موجود بالفطرة، كما يمكن أن يكون مكتسباً (ثانوياً).

نموذج النفس البشرية حسب فرويد.

## الهو والأنا والأنا العليا
يعود استخدام مصطلح الهو إلى المصطلحات المستخدمة في النظرية البنيوية للنفس التي قدمها سيغموند فرويد سنة 1932، وهي تشمل بالإضافة إلى الهو كل من الأنا (الوعي)، بالإضافة إلى الأنا العليا.
الهو هو الجزء الأساسي الذي ينشأ عنه فيما بعد الأنا والأنا الأعلى. يتضمن الهو جزئين: الأول هو جزء فطري من الغرائز الموروثة التي تمد الشخصية بالطاقة بما فيها الأنا والأنا الأعلى. وهناك جزء مكتسب، وهي العمليات العقلية المكبوتة التي منعها الأنا (الشعور) من الظهور.
يعمل الهو وفق مبدأ اللذة وتجنب الألم، ولا يراعي المنطق والأخلاق والواقع، وهو لا شعوري كليًا.
تقع الأنا بين الهو والأنا العليا. في حين أن الأنا العليا تمثل المعارف والمنطق والأخلاق التي اكتسبها الإنسان في حياته، بالمقابل فإن الهو تمثل الرغبات والدوافع الشهوانية. تقود الهو عند الطفل الوليد الدافع لديه حسب مبدأ اللذة إلى الحصول على حاجاته الأساسية. عند البلوغ، تتكون الأنا بشكل واضح وتنضج، وتعتمد عندها على مبدأ الحقيقة.

## اقرأ أيضا
- تكامل الأنا
- الأنا والهو
- الهو والأنا والأنا العليا